# Phoradendron jaliscense
Phoradendron jaliscense är en sandelträdsväxtart som beskrevs av Kuijt. Phoradendron jaliscense ingår i släktet Phoradendron och familjen sandelträdsväxter. Inga underarter finns listade i Catalogue of Life.